# Église de la Vierge Marie de Mossoul
Pour les articles homonymes, voir Église de la Vierge Marie.
L'église de la Vierge Marie de Mossoul ou église Al-Tāhirā (« La Toute Pure » en référence à Marie) est une église d'Irak située au nord de la vieille ville de Mossoul, dépendant de l'Église catholique chaldéenne. Elle est l'une des six églises de Mossoul portant le même nom mais de différentes confessions, si bien qu'elle est qualifiée d'église Tāhirā « du bas », al-tahtaniyya,.

## Historique
L'église est construite en 1744 à l'emplacement d'un ancien couvent, Mar Gabriel, « qui connut son apogée aux IXe–Xe siècles » et qui abrita dès le VIIe siècle « une école de théologie célèbre : ‘La Mère des Vertus’ »,.
Elle subit de graves dégradations durant la Seconde guerre civile irakienne. Elle est notamment incendiée par l'État islamique le 22 février 2015, en même temps que des milliers d'ouvrages de la bibliothèque de Mossoul et le théâtre de l'université de Mossoul et quelques jours avant la destruction d'œuvres du musée de la ville. Elle est de nouveau endommagée en juin et juillet 2017, à la fin de la bataille de Mossoul.

## Religion
L'édifice religieux dépend de l'Église catholique chaldéenne.